# اللحيان (مسورة)

تعديل مصدري - تعديل

اللحيان هي إحدى قرى عزلة شعيان بمديرية مسورة التابعة لمحافظة البيضاء، بلغ تعداد سكانها 51 نسمة حسب تعداد اليمن لعام 2004.